# Дердедивізі
Дерде Дивізі (нід. Derde Divisie – укр. Третій дивізіон) — четверта за ієрархією футбольна ліга у Нідерландах. Раніше відома як Топкласе. Ліга мала свій перший сезон як третій рівень нідерландського футболу у сезоні 2010–11, та як четвертий рівень у сезоні 2016–17. Дерде Дивізі розміщується між Твід Дивізі і Фірде Дивізі (колишній Гофткласе, нід. Hoofdklasse), третім і п'ятим рівнями нідерландського футболу відповідно.

## Структура
Нова структура ліги була затверджена на зборах аматорських клубів 6 червня 2009 року. Футбольна федерація Нідерландів запровадила новий рівень для сезону 2010–11, що включав 32 клуби. Після сезону 2009–2010 дві нижчі команди Еерсте Дивізі, чий розмір було зменшено з 20 до 18 клубів, і чотири найкращі клуби кожного з шести дивізіонів Гофткласе – загалом 26 клубів – автоматично приєдналися до нового рівня. До цих клубів приєдналися шість переможців плей-офф із групи з 12 клубів, які посіли 5 або 6 місце у своїй групі в Гофткласе.
32 клуби в Topklasse були розділені на дві ліги, що складалися з 16 клубів. Одна ліга — це «суботня», а інша — «недільна» ліга, налаштування, які все ще діють. Наприкінці сезону обидва клуби, які фінішували на вершині свого дивізіону, грають між собою. Переможець цього матчу отримав підвищення до Еерсте Дивізі, замінивши команду, яка посіла 18 місце. Якщо переможець відмовлявся від підвищення або не мав права на підвищення, підвищувалися клуби, які посіли друге місце. Якщо обидві команди відмовилися від підвищення, підвищення й пониження між Еерсте Дивізі та Topklasse не відбувалось.
У січні 2010 року виключення збанкрутілого HFC Haarlem з Еерсте Дивізі зменшило кількість запланованих вильотів з Еерсте Дивізі до одного, і Футбольна федерація Нідерландів оголосила, що цю вакансію буде заповнено додатковим клубом Гофткласе. 12 травня 2010 року було оголошено, що BV Veendam оголосив про банкрутство, що, можливо, дало (інакше пониженому) ФК «Осс» шанс залишитися в Еерсте Дивізі, а додаткове місце зайняв інший клуб Гофткласе. Банкрутство BV Veendam було скасовано після апеляції, підтверджуючи тим самим випадання FC Oss у Topklasse.
Після сезону 2015–2016 рр. було здійснено підвищення до відновленого дивізіону Твід Дивізі, розташованого між Еерсте Дивізі та Топкласе, перейменованого на Дерде Дивізі. Таким чином, Дерде Дивізі і нижчі ліги були зменшені на одну сходинку в піраміді, а остання розширилася до 36 клубів, по 18 у кожному дивізіоні. Переможці дивізіону підвищуються й більше не змагаються за титул аматорського чемпіону, який було скасовано.